# ジャックセプティックアイ
ショーン・ウィリアム・マクローリン (Seán William McLoughlin、1990年2月7日 - ) 「ジャックセプティックアイ (Jacksepticeye)」として知られているアイルランドのYouTuber。Vlogと「Let's Play」シリーズで知られている。

## 人物
- 1990年2月7日、オファリー県クローガンで5人兄弟の末っ子として生まれる。
- サッカーの試合中に友人の眼鏡で目を負傷した事故の後、彼は「ジャックセプティックアイ」と呼ばれるようになった[1]。
- 10代の頃、両親と一緒に、オファリー県バリーカンバーの丸太小屋に引っ越した。
- 現在、イギリスのブライトン市に住んでおり、2019年からオランダのYouTuberエヴェリエン・ガーブ・スモルダースとパートナー関係を築いている。
- 2021年1月27日に父が亡くなり、ツイッターで一週間の活動休止を発表を自身のツイッターとYouTubeチャンネルで報告した。
- 2021年4月5日に引っ越しすることをツイッターで発表し、数年間使っていた撮影スタジオを撤去し、数日後に引っ越しをするとのこと。